# Coenotephria luna
Coenotephria luna là một loài bướm đêm trong họ Geometridae.